# I Feed You My Love

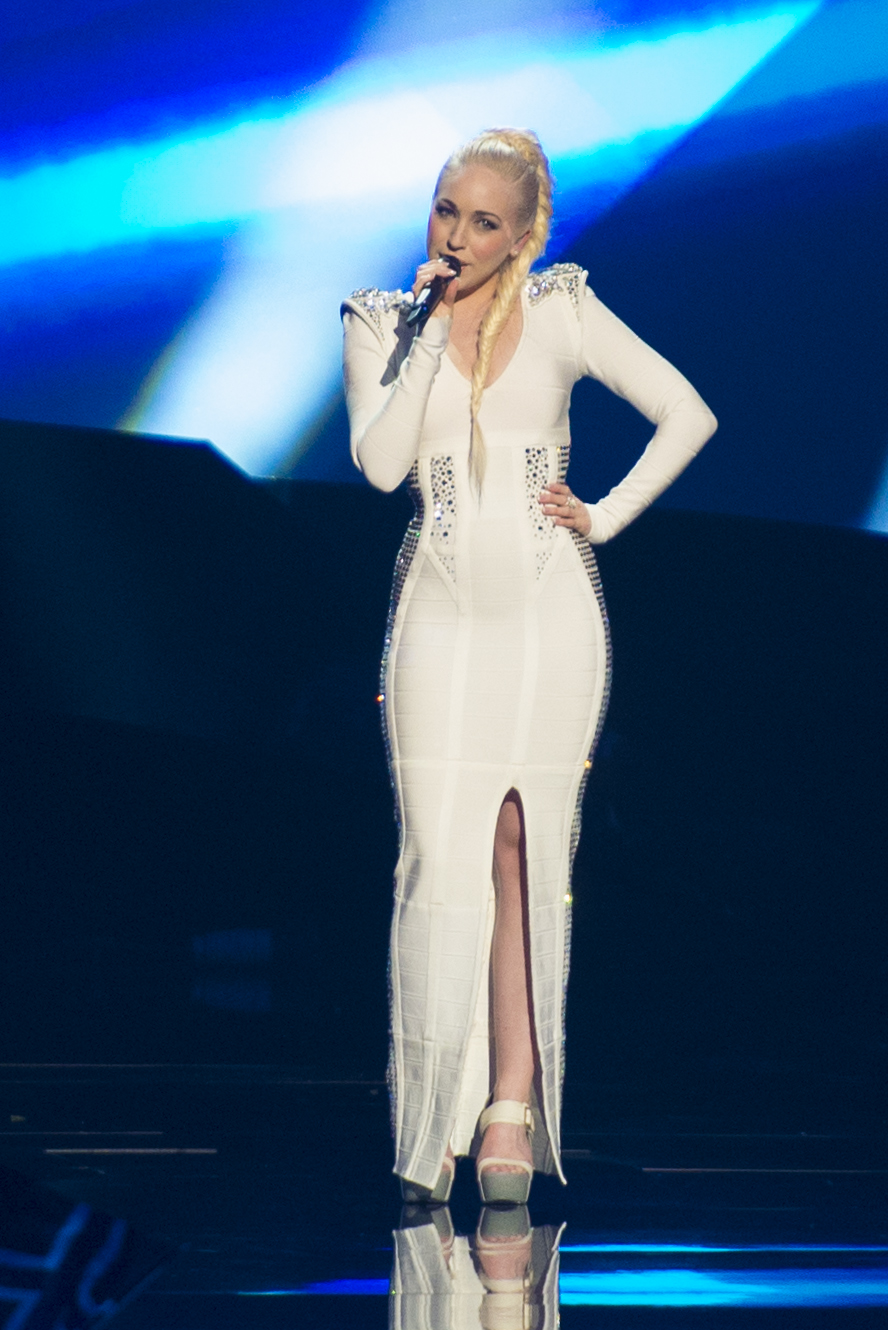
Berger auf der Bühne des ESC 2013

I Feed You My Love ist ein Lied der Sängerin Margaret Berger und war Norwegens Beitrag beim Eurovision Song Contest 2013.

## Inhalt
Komponiert und getextet wurde der Elektro-Pop-Song in B-Moll von Karin Park und MachoPsycho (Robin Lynch, Niklas Olovson). Das Lied hat eine dünn besetzte Einteilung an opulenten Streichinstrumenten mit einem dark-elektronischem Riff, welches einen Kontrast zu Margaret Bergers zarten Stimme darstellt. Laut Karin Park handelt das Lied von „der Courage und Stärke zu tun, was auch immer du willst“.

## Eurovision Song Contest
Der Song war Sieger des norwegischen TV-Vorentscheids Melodi Grand Prix 2013. Beim Eurovision Song Contest in Malmö dann qualifizierte er sich im zweiten Semi-Finale am 16. Mai 2013 für das Finale des ESC am 18. Mai 2013. Das Lied bekam im Finale von drei Ländern (Dänemark, Schweden und Finnland) zwölf Punkte, erhielt insgesamt 191 Punkte (sieben Punkte aus Deutschland) und erlangte somit den vierten Platz. Dies war die beste Platzierung Norwegens seit dem Sieg Alexander Rybak mit seinem Lied Fairytale im Jahre 2009. Nach dem Contest erreichte der Titel verschiedene europäische Charts.

## Titelliste

### Download
1. I Feed You My Love – 3:02
2. I Feed You My Love (Extended Version) – 3:19

### Remixes EP
1. I Feed You My Love – 3:02
2. I Feed You My Love (Macho Collective Remix) – 3:15
3. I Feed You My Love (Robin Low Remix) – 6:15
4. I Feed You My Love (Jay Hardway Remix) – 4:58
5. I Feed You My Love (Dan Miles & Di Ferro Remix) – 6:11
6. I Feed You My Love (Torus Flow Remix) – 6:11
7. Video: I Feed You My Love (Official Norwegian ESC Entry) – 3:11
8. Video: I Feed You My Love (Official Promo Video) – 3:02

## Punktevergabe beim ESC
Punktevergabe für Norwegen
| Anzahl | Punkte | Land                                                                   |
| ------ | ------ | ---------------------------------------------------------------------- |
| 3×     | 12     | Dänemark, Finnland, Schweden                                           |
| 1×     | 10     | Island                                                                 |
| 4×     | 8      | Rumänien, Italien, Lettland, Mazedonien                                |
| 7×     | 7      | San Marino, Deutschland, Serbien, Belgien, Russland, Georgien, Schweiz |
| 3×     | 6      | Niederlande, Israel, Litauen                                           |
| 2×     | 5      | Spanien, Slowenien                                                     |
| 3×     | 4      | Griechenland, Montenegro, Zypern                                       |
| 6×     | 3      | Ukraine, Armenien, Belarus, Malta, Estland, Kroatien                   |
| 4×     | 2      | Albanien, Ungarn, Moldau, Aserbaidschan                                |
| 1×     | 1      | Bulgarien                                                              |